# Panurginus tyrolensis
Panurginus tyrolensis är en biart som beskrevs av Richards 1932. Panurginus tyrolensis ingår i släktet bergsbin, och familjen grävbin. Inga underarter finns listade i Catalogue of Life.